# 문현여자고등학교
문현여자고등학교(門峴女子高等學校)는 대한민국 부산광역시 남구 문현동에 있는 공립 고등학교이다.

## 학교 연혁
- 1982년 6월 17일 : 부지 3,508평 결정 공사 착공
- 1983년 1월 10일 : 36학급 2,160명 설립 인가
- 1983년 3월 3일 : 초대 박희주 교장 취임
- 1983년 3월 4일 : 개교 및 제1회 입학식(12학급 730명)
- 1986년 2월 13일 : 제1회 졸업식(총 722명)
- 1999년 4월 12일 : 교기 핸드볼부 창단
- 2005년 6월 4일 : 대강당(수현관) 준공
- 2007년 3월 1일 : 환경교육 연구학교 선정(～2009.02.28)
- 2012년 2월 5일 : 학교시설 현대화 사업 완료
- 2013년 3월 1일 : 천연잔디 운동장 조성
- 2021년 11월 23일 : 도서관 리모델링 개관
- 2022년 2월 10일 : 제37회 졸업식(197명, 총 17,638명)
- 2022년 3월 2일 : 2022학년도 고교학점제 학교공간 조성사업 운영
- 2024년 2월 8일 : 제39회 졸업식(8학급 168명)
- 2024년 3월 1일 : 제18대 신용훈 교장 취임
- 2024년 3월 4일 : 제42회 입학식(8학급 180명)

## 참고 자료
- 문현여자고등학교 - 한국교육학술정보원 학교알리미